# Chakkit Laptrakul
Chakkit Laptrakul (thailändisch จักรกฤษ ลาภตระกูล, * 2. Dezember 1994 in Bangkok), auch als Jack bekannt, ist ein thailändisch-französischer Fußballspieler.

## Karriere

### Verein
Chakkit Laptrakul erlernte das Fußballspielen in der Jugendmannschaft des FC Fleury in Frankreich. Hier unterschrieb er 2014 auch seinen ersten Vertrag. 2015 wechselte er nach Thailand und unterschrieb einen Vertrag beim damaligen Zweitligisten Angthong FC in Ang Thong. Bis 2017 spielte er 39 Mal für den Club. Der Erstligist Bangkok Glass, der heutige BG Pathum United FC, nahm ihn 2018 unter Vertrag. Von Januar bis Juli 2019 wurde er an den japanischen Club Tokushima Vortis ausgeliehen. Der Verein aus Tokushima spielt in der Zweiten Liga des Landes, der J2 League. Seit Juli spielt er wieder für BG. Die Saison 2019 wurde er mit BG Meister der Thai League 2 und stieg somit in die Thai League auf. Im Mai 2020 verließ er den Verein und schloss sich dem Ligakonkurrenten Samut Prakan City FC in Samut Prakan an. Nach acht Erstligaspielen und drei Toren für Samut wechselte er Anfang 2021 zum ebenfalls in der ersten Liga spielenden Buriram United nach Buriram. Am Ende der Saison wurde er mit dem Verein Vizemeister. Ein Jahr später feierte er mit Buriram die thailändische Meisterschaft. Am 22. Mai 2022 stand er mit Buriram im Finale des FA Cup. Hier besiegte man den Erstligisten Nakhon Ratchasima FC nach Verlängerung mit 1:0. Eine Woche später stand er mit dem Verein im Finale des Thai League Cup, wo man den Erstligisten PT Prachuap FC mit 4:0 besiegte. Nach der erfolgreichen Saison verließ er Buriram und schloss sich im Juli 2022 auf Leihbasis dem ebenfalls in der ersten Liga spielenden PT Prachuap FC an. Nach zwei Spielzeiten, in denen er 43 Ligaspiele bestritt, kehrte er nach Buriram zurück. Hier wurde im Sommer 2024 sein Vertrag nicht verlängert. Im Juli 2024 nahm ihn der Erstligist Uthai Thani FC aus Uthai Thani unter Vertrag. Nach einer Spielzeit, in der er 26 Ligaspiele für den Verein aus Uthai Thani bestritt, wurde sein Vertrag im Sommer 2025 nicht verlängert. Ende Juli 2025 nahm ihn der Erstligaaufsteiger Ayutthaya United FC unter Vertrag.

### Nationalmannschaft
Sein Debüt in der thailändischen Nationalmannschaft gab Chakkit Laptrakul am 19. Juni 2023 in einem Freundschaftsspiel gegen Hongkong. Bei dem 1:0-Sieg wurde er in der 74. Minute für Supachok Sarachat eingewechselt.

## Erfolge
BG Pathum United FC
- Thailändischer Zweitligameister: 2019  ▲

Buriram United
- Thailändischer Meister: 2021/22
- Thailändischer Vizemeister: 2020/21
- Thailändischer Pokalsieger: 2021/22
- Thailändischer Ligapokalsieger: 2021/22